# Aït Rizine
Aït-Rizine (em árabe: آيت أرزين) é uma comuna localizada na província de Bugia, Argélia. Segundo o censo de 2008, a população total da cidade era de 14 563 habitantes.